# Betim Futebol
Betim Futebol is een Braziliaanse voetbalclub uit Betim in de deelstaat Minas Gerais.

## Geschiedenis
De club werd opgericht in 2019 en nam datzelfde jaar al deel aan de Segunda Divisão van het Campeonato Mineiro. De club bereikte de finale, die ze verloren van Pouso Alegre, maar dit betekende wel dat ze meteen promoveerden naar de Módulo II, de tweede klasse van de staatscompetitie. Het volgende seizoen werd de club derde en miste net een tweede opeenvolgende promotie. Na een middelmatig seizoen werd de club in 2022 winnaar van de eerste fase, maar zakte in de tweede fase nog weg naar de derde plaats. Ook in 2023 werd de club derde, en dat door een slechter doelsaldo van Uberlândia. In 2024 was het dan eindelijk prijs. De club werd kampioen en promoveerde zo voor het eerst naar de hoogste klasse van de staatscompetitie. 